# Villasavary
Villasavary är en kommun i departementet Aude i regionen Occitanien  i södra Frankrike. Kommunen ligger  i kantonen Fanjeaux som ligger i arrondissementet Carcassonne. År 2022 hade Villasavary 1 216 invånare.

## Befolkningsutveckling
Antalet invånare i kommunen Villasavary
Referens: INSEE

## Galleri

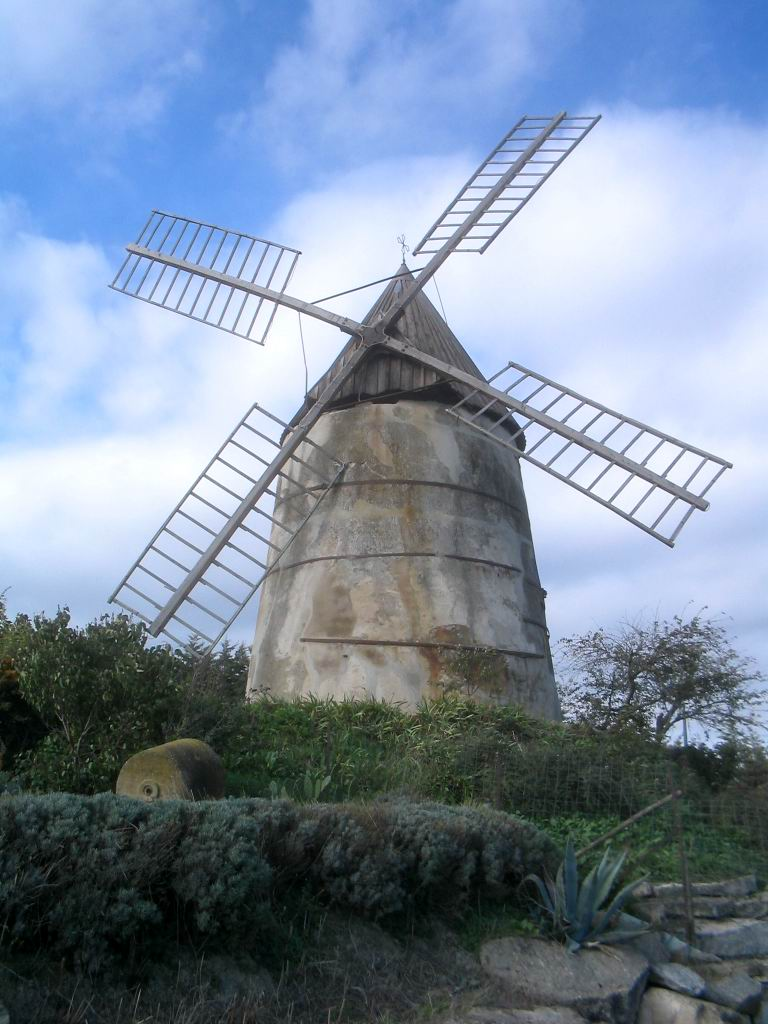
Kommunens kvarn